# Аделаида I, игуманија Кведлинбурга
Аделаида I (973/74  – 14. јануара 1044. или 1045.), члан Отонске династије је била друга принцеза - игуманија Кведлинбурга од 999. и игуманија Гернродеа од 1014. и игуманија Гандерсхајма од 1039. године, па до смрти, као и веома утицајан творац краљева средњовековне Немачке. 

## Младост
Названа по својој баки по оцу, краљици Аделаиди од Италије, игуманија Аделаида је била најстарија ћерка цара Отона II и његове супруге царице Теофаније . У Кведлинбуршкој опатији школовала се код своје тетке по оцу, игуманије Матилде. Док су Матилда и Теофанија боравили на италијанском двору у Павији 984. године, младу девојку су отеле снаге њеног завађеног стрица војводе Хенрика II од Баварске 984. и држао је у притвору његов присталица, гроф Билунг Егберт Једнооки. Међутим, убрзо након тога ослободиле су је лојалне саксонске трупе.
Октобра 995. Аделаида је постала каноница у Кведлинбургу. Када је игуманија Матилда умрла 7. фебруара 999. године, изабрана је за њену наследницу и посвећена на Михољску славу (28. септембра) од стране бискупа Арнулфа од Халберштата .

## Утицај на краљевске и царске изборе
На немачким краљевским изборима 1002. године, након смрти њеног брата, цара Отона III Аделаида и њена старија сестра, игуманија Софија од Гандерсхајма, деловале су као прави творци краљева, одбацивши маркгрофа Екарда од Мајсена (који је одбацио њихов утицај) као кандидата за краљевску дужност. Заједно са Софијом,опатица Аделаида I је значајно утицала на избор свог рођака војводе Хенрика II за краља Римљана . Цар Хенрик II је поверио Кведлинбуршкој опатији проширена имања и 1014. поверио Аделаиди управу над самостанима у Гернроду, Фрозу и Вредену у Вестфалији . Више пута је славио важне празнике у Кведлинбургу, а 1021. године присуствовао је освећењу саборне цркве Светог Серватија заједно са надбискупом Магдебуршким Гером .
Принцеза - игуманија и њена сестра ће играти исту улогу у избору Хенриковог салијанског наследника, краља Конрада II, за цара Светог римског царства 1027. Ипак, када је Софија умрла 27. јануара 1039, цар Конрад II је прво одбио Аделаидин захтев да је наследи на месту игуманије Гандерсхајма. Након његове смрти касније те године, цар Хенрик III јој је на крају дао право да влада и Гандерсхајмом.  

## Смрт
Опатица Аделаида I је умрла или 14. јануара 1044. или 14. јануара 1045. године, а наследила ју је њена рођака, Беатрис од Франконије. Сахрањена је у Кведлинбуршкој опатији. Ознака гробнице у природној величини чува конвенционалну слику Аделаиде I. Као света жена представљена је монашким хабитом и јеванђељем . У ствари, слика приказује оно што је Аделаида I представљала, а не саму Аделаиду I. 